# Guillaume Bonnafond
Guillaume Bonnafond (Valence, 23 de junio de 1987) es un ciclista francés.
Fue profesional desde 2009, cuando debutó con el equipo francés Ag2r La Mondiale, hasta 2018, siendo el conjunto Cofidis su último equipo como profesional.

## Palmarés
2008 (como amateur)
- Ronde de l'Isard d'Ariège, más 1 etapa
- Tour de Saboya, más 2 etapas

## Resultados en Grandes Vueltas
| Carrera | Carrera         | 2009 | 2010 | 2011 | 2012 | 2013  | 2014 | 2015 | 2016 | 2017 | 2018 |
| ------- | --------------- | ---- | ---- | ---- | ---- | ----- | ---- | ---- | ---- | ---- | ---- |
|         | Giro de Italia  | 87.º | Ab.  | —    | 90.º | 107.º | —    | —    | 54.º | —    | —    |
|         | Tour de Francia | —    | —    | —    | —    | —     | —    | —    | —    | —    | —    |
|         | Vuelta a España | —    | 58.º | 26.º | —    | —     | —    | —    | —    | 88.º | —    |

—: no participa

Ab.: abandono

## Equipos
- Ag2r La Mondiale (2009-2016)
- Cofidis, Solutions Crédits[2] (2017-2018)